# حزب دموکراتیک (تاجیکستان)
حزب دموکراتیک (روسی: Демократическая партия Таджикистана؛ تاجیکی: Ҳизби демократии Тоҷикистон Hizbi Demokratii Tojikiston) یک حزب سیاسی در تاجیکستان است که در اوت ۱۹۹۰ توسط محمدراضی اسکندروف تأسیس شد. این حزب همراه با دیگر احزاب اپوزیسیون تاجیکستان، از ژوئیه ۱۹۹۳ تا اوت ۱۹۹۹ ممنوع بود.
بر اساس سهمیه ۳۰ درصد ارائه شده توسط توافق‌نامه صلح که جنگ داخلی تاجیکستان را به پایان رساند، برخی از اعضای حزب به پست‌های دولتی و اداری منصوب شدند. اسکندروف، که از زمان شروع مجدد آن در ۱۹۹۹ رئیس حزب بود، از سال ۲۰۰۱ تا ۲۰۰۳ ریاست انحصار گاز دولتی تاجیک گاز را بر عهده داشت.
این حزب هیچ کرسی در قوه مقننه انتخابات در تاریخ ۲۷ فوریه تا ۱۳ مارس سال ۲۰۰۵ برگزار شد، بدست نیاورد. این حزب انتخابات ریاست جمهوری سال ۲۰۰۶ را تحریم کرد. در ۱۵ آوریل سال ۲۰۰۵، بنیانگذار حزب محمودراضی اسکندروف به‌طور غیرقانونی توسط سازمان‌های امنیتی روسیه در شهر کورولیوف ربوده شدو به ۲۳ سال زندان محکوم کرد. پس از این مسعود صابروف به عنوان رهبر جدید این حزب انتخاب شد.